# Граф Лукан

Герб графів Лукан.

Герб якобітських графів Лукан.

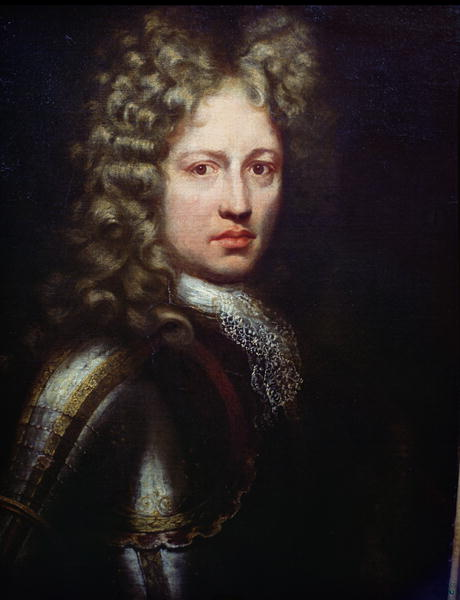
Патрік Сарсфілд — І якобітський граф Лукан.

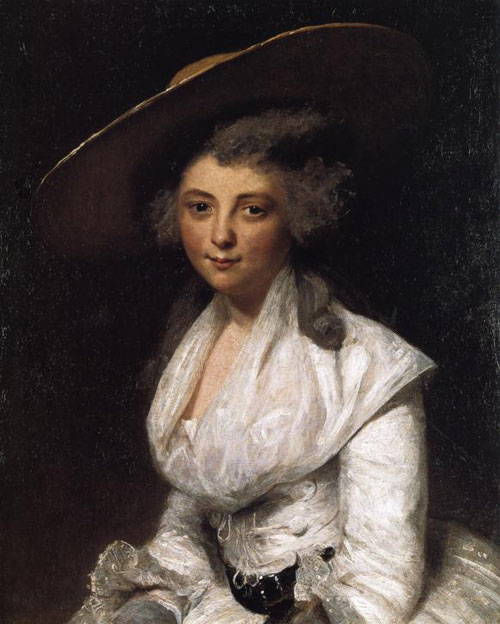
Леді Анна Бінгем — дочка І графа Лукан.

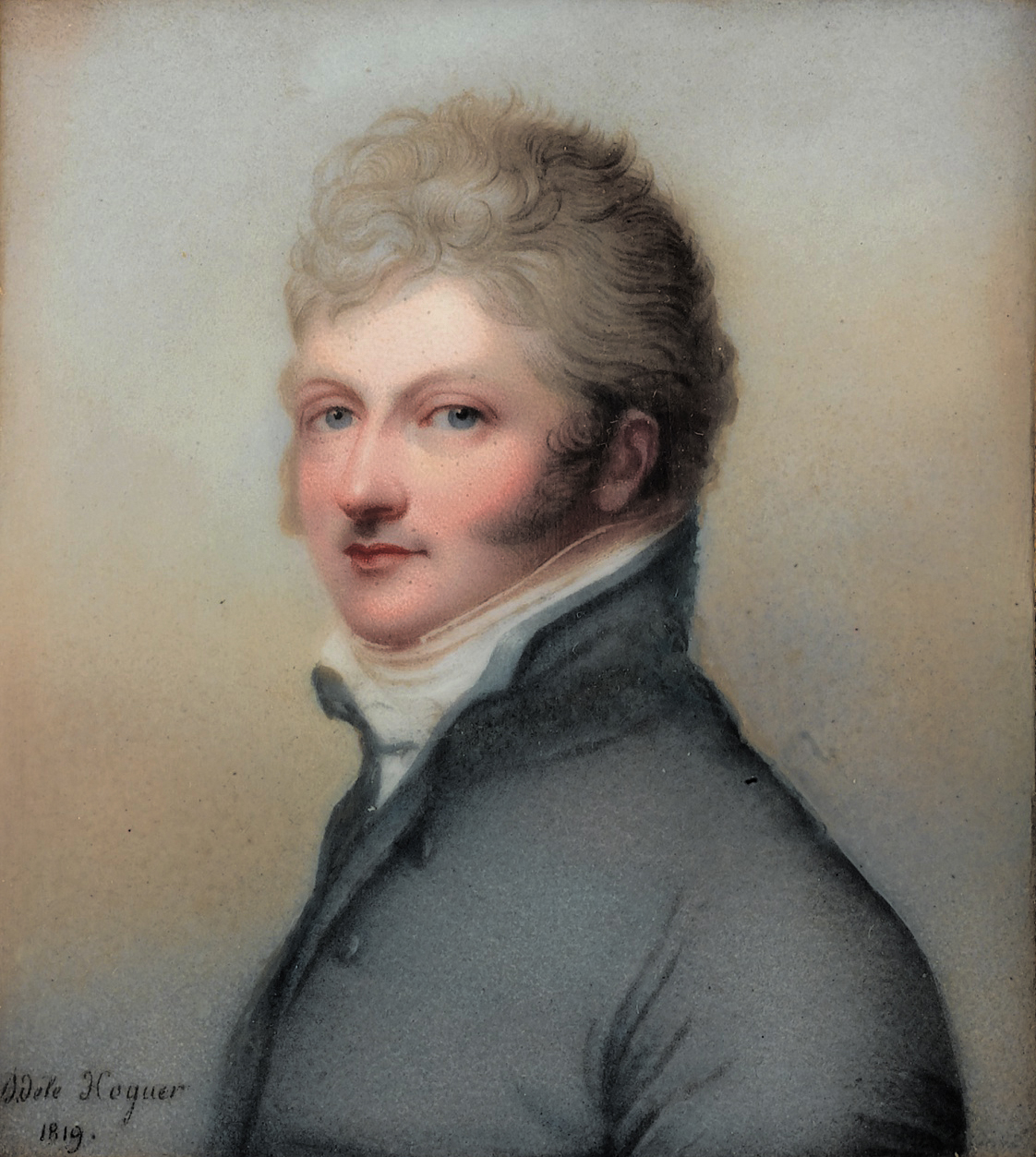
Річард Бінгем — ІІ граф Лукан.

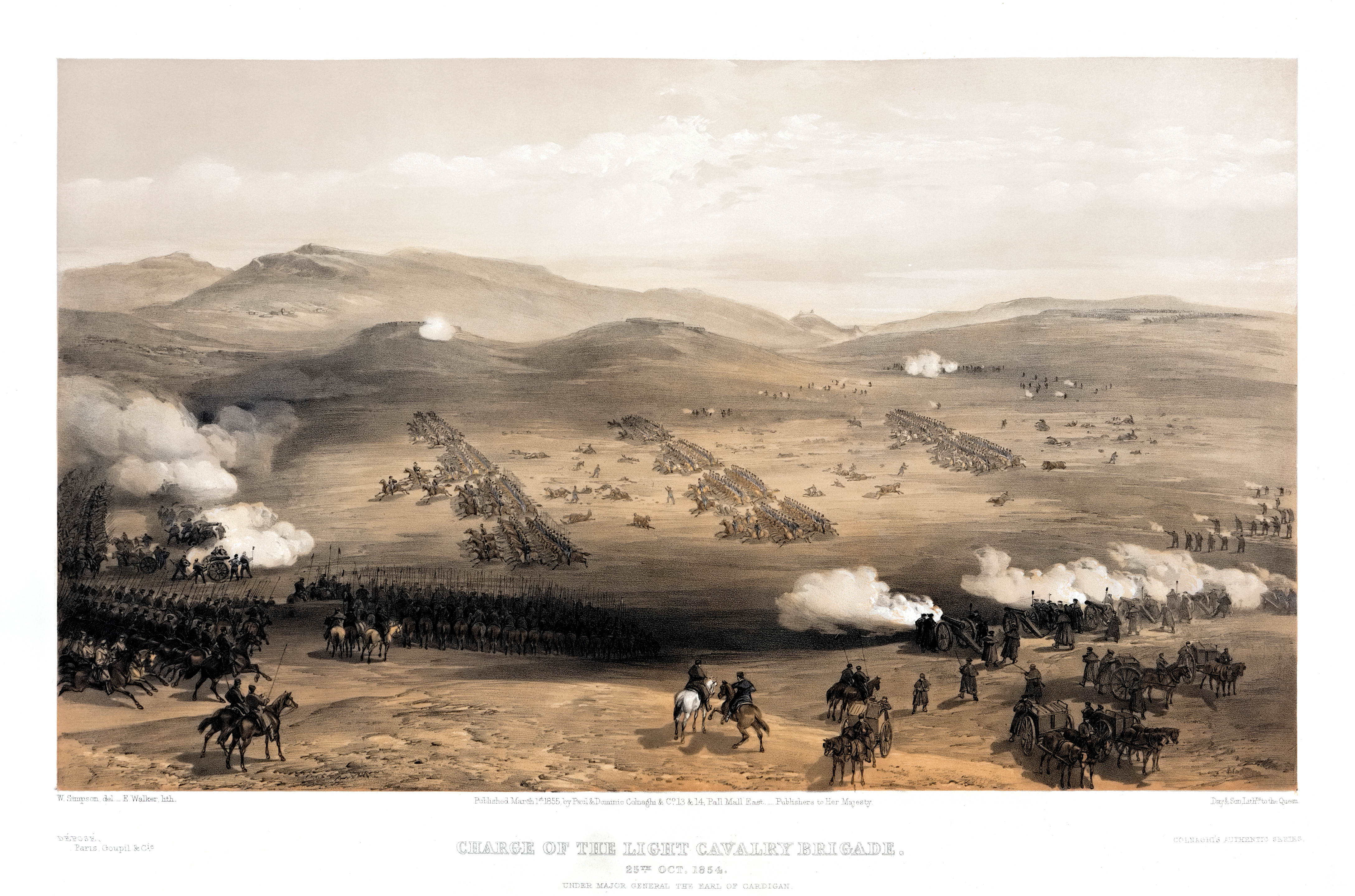
Атака легкої кавалерії за наказом графа Бінгема під час Кримської війни.

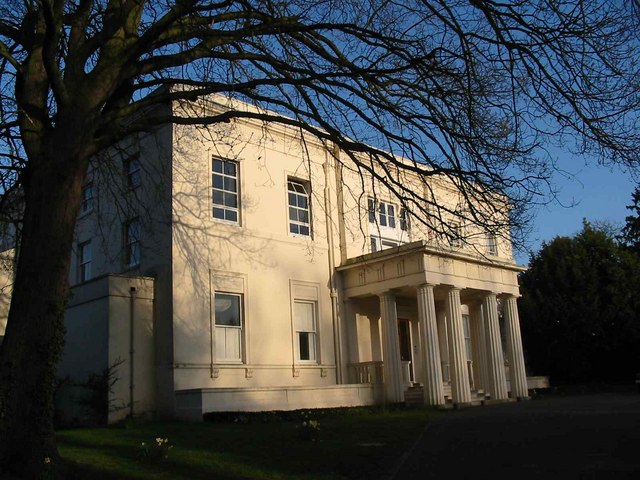
Лалегем-Хаус.

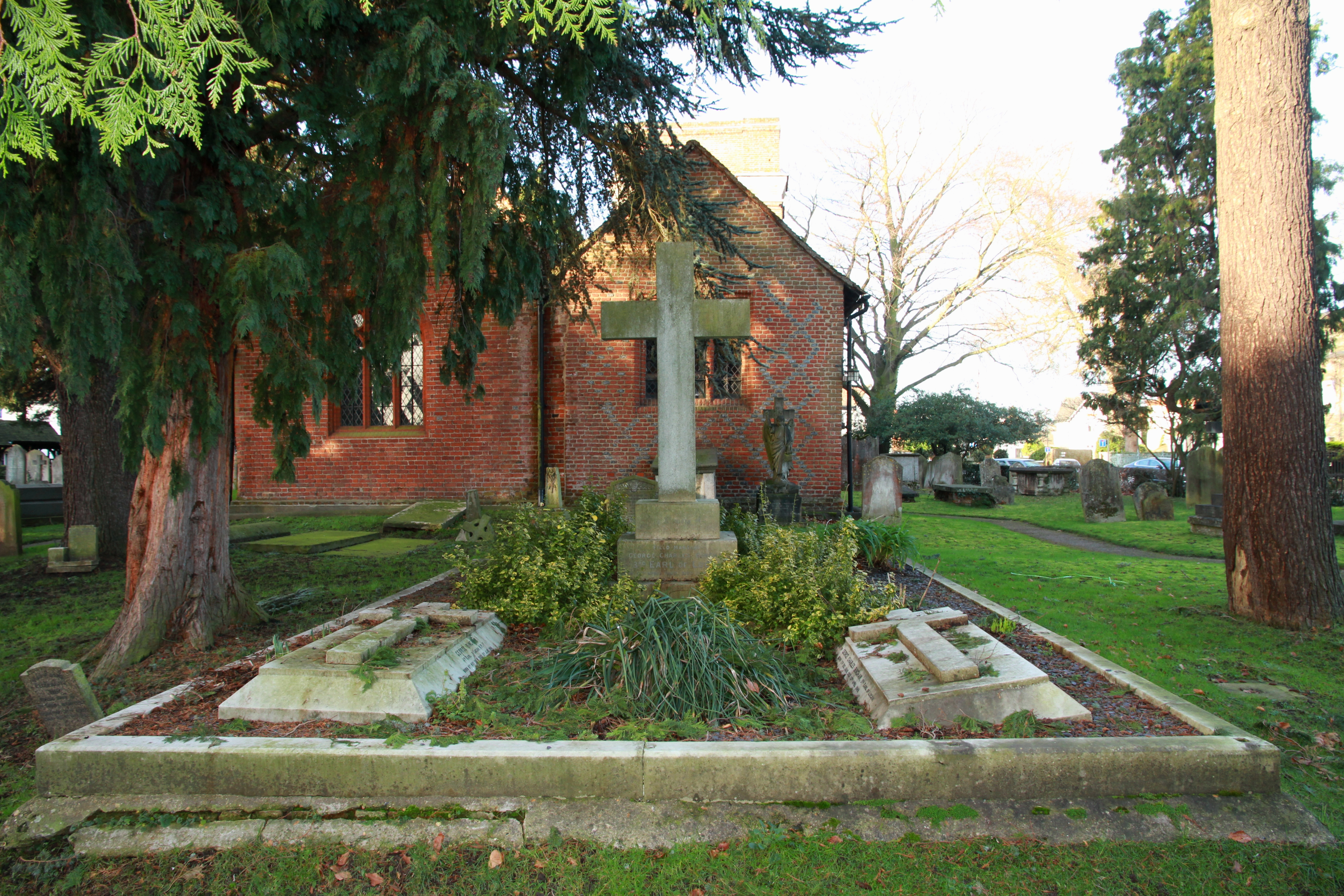
Могили графів Лукан в Лалегемі.

Граф Лукан (англ. — Earl of Lucan) — аристократичний титул в перстві Ірландії. Створювався двічі.

## Гасло графів Лукан
Spes mea Christus — «Христос моя надія» (лат.)

## Історія графів Лукан
Вперше титул графа Лукан був створений скинутим з трону королем Англії, Шотландії та Ірландії Яковом ІІ (Джеймсом ІІ) для Патріка Сарсфілда — одного з його полководців під час так званих якобітських (вільямітських) війн, що настали після так званої «Славетної революції» в 1688 році — перевороту в результаті якого був скинутий з престолу король Яків ІІ і прийшов до влади Вільгельм ІІІ Оранський. Після своєї поразки Яків ІІ нагородив свого полководця Патріка Сарсфілда титулами граф Лукан, віконт Таллі, барон Розберрі. Яків ІІ відправився у вигнання і ці титули ніколи не визнавалися в Англії, шотландії та Ірландії.
У 1795 році було оформлено право власності внучатого племінника Патріка Сарсфілда — землевласника Чарльза Бінгема — І барона Лукан.
Допоміжними титулами графів Лукан були титули: барон Лукан з Кастлбару, що в графстві Мейо (створено в 1776 році) та барон Бінгем з Мелкомб Білгем, що в графстві Досет (створено в 1934 році). Титул барон Лукан був створений в перстві Ірландії, а титул барон Бінгем в перстві Об'єднаного Королівства Великої Британії та Ірландії. Титул барон Бінгем давав право автоматично бути депутатом Палати лордів парламенту Великої Британії. Граф Лукан володії титулом баронета Бінгам з Кастлбара, що в графстві Мейо, що був створений в баронетстві Нової Шотландії 7 червня 1634 року.
Сер Генрі Бінгем (1573 — бл. 1658) — І баронет Бінгем був відомим ірландським політиком. Він народився в абатстві Мілтон, був сином сера Джорджа Бінгема — брата сера Річарда Бінгема та його дружини Сісілі Мартін — дочки Роберта Мартіна. Бінгем служив капітаном в британській армії в Ірландії. Він отримав посаду Верховного шерифа графства Голвей у 1607 році та посаду Верховного шерифа Мейо у 1639 році. Він був обраний депутатом Палати громад парламенту Ірландії в 1634 році, представляючи Каслбар протягом наступних п'яти років, поки не пішов у відставку через погане здоров'я. 7 червня 1632 року король Англії Карл I дарував Генрі Бінгему титул баронета Каслбар, що в графстві Мейо. До 1625 року він одружився з Кетрін Бірн — дочкою Джона Бірна і мав від неї сина та доньку. Генрі Бінгем помер у 1658 році і був похований у Каслбарі.
Титул баронета успадкував його син Джордж Бінгем. Сер Джордж Бінгем (бл. 1625—1682) — ІІ баронет Бінгем був відомим ірландським політиком. Він був єдиним сином сера Генрі Бінгема — І баронета Бінгем та його дружини Кетрін Бірн — доньки Джона Бірна. У 1658 році Джордж Бінгем успадкував від свого батька титул баронета. Він був обраний депутатом Палати громад парламенту Ірландії від Каслбару в 1661 році, представляючи виборчий округ до 1666 року. Бінгем отримав посаду Верховного шерифа графства Мейо в 1662 році і знову отримав цю ж посаду в 1678 році. Джордж Бінгем перший раз одружився з Енн Партігер 1 червня 1661 року в Сент-Бенеті, Полс-Ворф, Лондон, і мав з нею сина Генрі. Анна померла бл. 1661. 5 грудня 1661 Бінгем одружився вдруге з Ребеккою Міддлтон — дочкою сера Вільяма Міддлтона — ІІ баронета Міддлтон та Елеонори Гарріс і мав з нею синів Джорджа та Генрі.
Титул успадкував його син Генрі. Він був старшим сином сера Джорджа Бінгема — ІІ баронета Бінгем та його першої дружини Енн Партігер. У 1682 році він успадкував від свого батька титул баронета. Генрі Бінгем отримав освіту в Міддл Темпл. У 1692 році Генрі Бінгем був обраний депутатом Палати громад парламенту Ірландії від графства Мейо, представляючи цю виборчу округу до своєї смерті в 1714 році. Він отримав посаду Верховного шерифа графства Мейо в 1684 році і знову в 1694 році. 4 вересня 1677 року він перший раз одружився з Джейн Кафф — донькою сера Джеймса Каффа, вдруге він одружився з Летіс Гарт — уродженою Весі, вдовою Мерріка Харта. Він помер бездітним, і титул успадкував його брат Джордж.
Сер Джон Бінгем (1690 — 21 вересня 1749) – V баронет Бінгем був відомим ірландським політиком. Він був старшим сином сера Джорджа Бінгема – IV баронета Бінгем та його першої дружини Мері Скотт. Джон Бінгем отримав освіту в Міддл Темпл. Він отримав посаду Верховного шерифа Мейо в 1721 році і був губернатором графства Мейо. У 1727 році він був обраний депутатом Палати громад парламенту Ірландії від графства Мейо – від того ж виборчого округу, який раніше представляв його батько, і був депутатом до своєї смерті в 1749 році. У 1730 році він успадкував титул баронета. До 1730 року він одружився з Енн Весі - донькою Агмондішама Весі і мав з нею п’ять дочок і трьох синів. Джон Бінгем помер у 1749 році і був похований у Кастлбарі.
Сер Джон Бінгем (листопад 1728 — 27 листопада 1750) – VI баронет Бінгем теж став відомим ірландським політиком. Він був старшим сином сера Джона Бінгема – V баронета та його дружини Анни Весі - доньки Агмондішама Весі. У 1749 році він успадкував титул баронета, був обраним депутатом Палати громад парламенту Ірландіх від графства Мейо, однак помер вже через рік. Він помер неодруженим і був похований у Кастлбарі. Титул баронета успадкував його молодший брат Чарльз.
Титул графа Лукан вдруге — тепер уже «законно», правлячим королем був створений для Чарльза Бінгема — VII баронета Бінгем. Він був відомим ірландським політиком. Він був другим сином сера Джона Бінгема — V баронета Бінгем та його дружини Енн Весі — дочки Агмондешама Весі. У 1750 році Бінгем успадкував титул баронета від свого старшого брата Джона. Чарльз Бінгем отримав посаду Верховного шерифа графства Мейо в 1756 році. У 1761 році він був обраний депутатом парламенту від Кастлбару та Мейо. Отримавши титул графа Лукан він міг бути депутатом Палати лордів парламенту Ірландії, але не міг бути депутатом палати лордів парламенту Великої Британії. Але він був обраний до Палати громад Великої Британії від Нортгемптона в 1782 році. 25 серпня 1760 року він одружився з Маргарет Сміт — дочкою сера Джеймса Сміта, у Баті, Сомерсет. З нею він мав чотирьох доньок і сина, серед яких:
- Річард Бінгем — ІІ граф Лукан.
- Леді Лавінія Бінгем — вийшла заміж за ІІ графа Спенсера.
- Леді Енн Бінгем
- Леді Маргарет Ліндсі.

Чарльз Бінгем помер у віці 63 років на Чарльз-стріт, Мейфер, Лондон. Титул успадкував його єдиний син Річард.
Річард Бінгем (4 грудня 1764 – 30 червня 1839) – ІІ граф Лукан став відомим політиком, належав до партії торі. Річард Бінгем отримав освіту в Королівському коледжі Святого Петра у Вестмінстері та в коледжі Крайст-Черч в Оксфорді. У 1799 році він успадкував титул графа. Річард Бінгем був обраний депутатом Палати громад парламенту Великої Британії від Сент-Олбанса в 1790 році, представляючи цей виборчий округ до 1800 року. Після Акту Союзу в наступному році він був депутатом Палати лордів Об’єднаного Королівства Великої Британії та Ірландії з 1802 року до своєї смерті в 1839 році. 26 травня 1794 року він одружився з леді Елізабет Беласіс - третьою дочкою Генрі Беласіса – ІІ графа Фоконберг і колишньою дружиною Бернарда Говарда – ХІІ герцога Норфолк і мав з нею п’ятьох дочок і двох синів. Вони розлучилися в 1804 році. Бінгем помер у віці 74 років у своїй резиденції в Серпентін-Терас, Найтсбрідж, титули успадкував його старший син Джордж. Його другий син Річард Кемден Бінгем був дипломатом. Його старша донька Елізабет вийшла заміж за Джорджа Харкорта. Річард Бінгем був знайомий з романісткою Джейн Остін, яка в листі від 8 лютого 1807 року повідомила, що «лорд Лукан завів коханку».
Титул граф Лукан став сумнозвісним після одного інциденту під час Кримської війни — ІІІ граф Лукан Джордж Чарльз Бінгем віддав наказ атакувати в лоб позиції російської артилерії британській легкій кавалерії, що по суті було самогубством і всі кавалеристи загинули. Але не дивлячись на це його нагородили званням фельдмаршала. Він був безжальним землевласником: під час Великого голоду в Ірландії він виселив тисячі своїх ірландських орендарів і здав свою землю в оренду багатим власникам ранчо. Він також в парламенті запропонував постанову, яка дозволяла євреям обиратися депутатами парламенту Великої Британії. Джордж Чарльз Бінгем освіту отримав у Вестмінстерській школі, потім пішов служити прапорщиком 6-го піхотного полку в 1816 році. Потім служив в 11-му драгунському полку легкої кавалерії. У 1820 році він отримав звання лейтенанта 8-го піхотного полку. У 1822 році отримав звання капітана 74-го піхотного полку, а в 1825 році отримав звання майора. У тому ж році отримав звання підполковника 17-го уланського полку. Він так розщедрився на уніформу та коней для свого полку, що офіцерів його полку стали називати «денді Бінгема». У 1826 році він був обраний депутатом парламенту від графства Мейо. Титул графа успадкував в 1839 році. У 1841 році отримав звання полковника. У 1845 році отримав посаду лорд-лейтенанта графства Мейо. У 1851 році він отримав звання генерал-майора. Під час Кримської війни був призначений командиром кавалерійської дивізії. Його підлеглим був його шурин – VII граф Кардіган. При цьому ці люди глибоко ненавиділи один одного. Після катастрофи з легкою кавалерією його відправили до Англії, де він виправдовувався в Парламенті. Виправдання було прийнято і лорд Бінгем був нагороджений орденами і високими званнями. У 1829 році лорд Бінгем одружився з леді Енн Бруденелл - сьомою дочкою Роберта Бруденелла – VI графа Кардіган. У них було шестеро дітей, ще дві доньки померли одразу після народження. Джордж Чарльз Бінгем помер на Саут-стріт, 13, Парк-Лейн, Лондон, 10 листопада 1888 року і був похований у Лалехемі в Міддлсексі.
У 1974 році безслідно зник VII граф Лукан Річард Джон Бінгем, що «прославився» своїм марнотрацтвом та був визнаний винним у вбивстві няні своїх дітей Сандри Ріветт. Оскільки Річард Джон Бінгем так і не був знайдений, він був визнаний мертвим в 1999 році. Але цього було недостатньо щоб його син лорд Джордж Бінгем став спадкоємцем титулів. Свідоцтво про смерть Річарда Бінгема було видано тільки в 2016 році, тоді є були прийняті претензії лорда Бінгема на титул графа.
Родинними гніздами графів Лукан були замок Каслтбар-Хаус, що біля НОртіндрунах, графство Мейо, Ірландія та Лалегем-Хаус, що в Лалегемі (графство Суррей, Велика Британія).

## Баронети Бінгем з Кастлбару (1634)
- Сер Генрі Бінгем (1573 — бл. 1658) — І баронет Бінгем
- Сер Джордж Бінгем (бл. 1625—1682) — ІІ баронет Бінгем
- Сер Генрі Бінгем (помер близько 1714 р.) — ІІІ баронет Бінгем
- Сер Джордж Бінгем (помер близько 1730 р.) — IV баронет Бінгем
- Сер Джон Бінгем (бл. 1696—1749) — V баронет Бінгем
- Сер Джон Бінгем (1730—1750) — VI баронет Бінгем
- Сер Чарльз Бінгем (1735—1799) — VII баронет Бінгем (нагороджений титулом барон Лукан у 1776 році та титулом граф Лукан у 1795 році)

## Графи Лукан (1795)
- Чарльз Бінгем (1735—1799) — І граф Лукан
- Річард Бінгем (1764—1839) — ІІ граф Лукан
- Джордж Чарльз Бінгем (1800—1888) — ІІІ граф Лукан
- Чарльз Джордж Бінгем (1830—1914) — IV граф Лукан
- Джордж Чарльз Бінгем (1860—1949) — V граф Лукан
- Джордж Чарльз Патрік Бінгем (1898—1964) — VI граф Лукан
- Річард Джон Бінгем (нар. 1934 р., зник безвісти з 1974 р., вважається мертвим; свідоцтво про смерть видано 2016 р.) — VII граф Лукан
- Джордж Чарльз Бінгем (нар. 1967) — VIII граф Лукан

Спадкоємцем титулу є син нинішнього власника титулу Чарльз Ларс Джон Бінгем — лорд Бінгем (народився у 2020 році).